# Zaljubljene žene (film)
Zaljubljene žene (engl. Women in love) je britanska ljubavna drama iz 1969. godine, u režiji Kena Rasela, a uloge tumače Alan Bejts, Oliver Rid, Glenda Džekson i Dženi Linden. Film je adaptirao Leri Krejmer na osnovu istoimenog romana D.H. Lorensa.
Zaplet prati odnose između dve sestre i dva muškarca u jednom rudarskom gradu u Engleskoj posle Prvog svetskog rata. Dva para uzimaju izrazito različite pravce. Film istražuje prirodu posvećenosti i ljubavi.
Nominovan je za Oskara u kategorijama: najbolja fotografija, najbolji režiser i za najbolji adaptirani scenario. Glenda Džekson je osvojila Oskara za najbolju glavnu glumicu kao i mnoštvo počasti od strane kritičara.

## Radnja
Film se odvija 1920. u Midlendsu, u rudarskom gradu Beldover. Dve sestre, Ursula i Gudrun Brangven, diskutuju o braku na putu do venčanja Lore Krič, ćerke bogatog vlasnika rudnika Tomasa Kriča i Tibi Luptona, mornaričkog oficira. U seoskoj crkvi, obe sestre su fascinirane određenim članovima svatova, Gudrun Lorinim bratom Džeraldom, a Ursula Džeraldovim najboljim prijateljem Rupertom Birkinom. Ursula je školski nastavnik, a Rupert je školski inspektor; ona pamti njegovu posetu u njenoj učionici, prekidajući botanički čas, da diskutuje o seksualnoj prirodi resa (cvast).
Njih četvoro kasnije dolaze na zabavu u kući na imanju Hermione Rodis, bogate žene čiji se odnos sa Rupertom raspada. Kada Hermiona smišlja, kao zabavu za svoje goste, ples u stilu ruskog baleta, Rupert postaje nestrpljiv sa njenim pretenzijama i govori pijanisti da zasvira neki regtajm. Ovo pokreće spontani ples među celom grupom i ljuti Hermionu. Ona odlazi. Kada je Rupert prati do sobe, ona razbija stakleni predmet o njegovu glavu i on se istetura napolje. Potom odbacuje svoju odeću i luta kroz šumu. Kasnije na godišnjem pikniku Kričesovih, na koji je pozvana većina grada, Gudrun i Ursula nalaze izolovano mesto i Gudrun počinje da pleše sa planinskim krdom dok Ursula peva "Ja zauvek duvam mehuriće". Kada se pojave Džerald i Rupert, Džerald naziva Gudrunino ponašanje nemogućim i smešnim, a onda joj kaže da je voli. Ursula i Rupert lutaju daleko i diskutuju o smrti i ljubavi. Vode ljubav u šumi. Dan se završava tragedijom kada se Lora i Tibi udave dok su plivali u jezeru.
Tokom jedne diskusije Ruperta i Džeralda, Rupert predlaže rvanje u japanskom stilu. Skidaju se goli i rvaju u svetlosti vatre iz kamina. Rupert uživa njihovu bliskost i kaže da treba da se zakunu da vole jedan drugog, ali Džerald ne razume njegovu ideju da želi emotivnu zajednicu sa muškarcem, kao i emocionalnu i fizičku zajednicu sa ženom. Ursula i Rupert odluče da se venčaju, dok Gudrun i Džerald nastavljaju da se viđaju. Jedne noći, emotivno iscrpljen posle bolesti i smrti njegovog oca, Džerald se ušunja u kuću Brangvenovih i provede noć sa Gudrun u njenom krevetu, a zatim odlazi u zoru.
Kasnije, nakon venčanja Ruperta i Ursule, Džerald predlaže da četvorka ode na Alpe za Božić. U njihovoj gostionici u Alpima, Gudrun nervira Džeralda sa svojim interesovanjem za Lorkea, nemačkog vajara koji je gej. Sama umetnik, Gudrun je fascinirana Lorkeovom idejom da je brutalnost neophodna u stvaranju umetnosti. Dok Džerald postaje sve više ljubomorniji, Gudrun ga samo ismeva. Konačno on ne može više da izdrži. Nakon pokušaja da je udavi, on odlazi u šetnju po dubokom snegu, gde izmoren odlučuje da tu ostane i umire. Rupert, Ursula i Gudrun se vračaju u njihovu vikendicu u Engleskoj, gde on iskazuje bol za svog mrtvog prijatelja. Dok Ursula i Rupert razgovaraju o ljubavi, Ursula mu kaže da ne može imati dve vrste ljubavi. Ona upita "Zašto bi?" "Izgleda kao da ne mogu", Rupert odgovara, "iako sam želeo."

## Uloge
| Alan Bejts        | Rupert Birkin    |
| Oliver Rid        | Džerald Krič     |
| Glenda Džekson    | Gudrun Brangven  |
| Dženi Linden      | Ursula Brangven  |
| Eleonor Bron      | Hermiona Rodis   |
| Alan Veb          | Tomas Krič       |
| Vladek Šejbal     | Lorke            |
| Ketrin Vilmer     | Gospođa Krič     |
| Fibi Nikols       | Vinifred Krič    |
| Šeron Garni       | Lora Krič        |
| Kristofer Gejbl   | Tibi Lupton      |
| Majkl Gouh        | Tom Brangven     |
| Norma Šiber       | Gospođa Brangven |
| Najk Arigi        | Grofica          |
| Džejms Lorenson   | Ministar         |
| Majkl Grejem Koks | Palmer           |

## Produkcija
Plan za filmsku adaptaciju Lorensovog romana proistekao je od Silvija Narizana , koji je režirao uspešnu Georgy girl (1966). On je predložio ideju Leriju Krejmeru koji je tada kupio filmska prava knjige. Narizano, prvobitno namenjen kao režiser, morao je da napusti projekat zbog ličnih problema.
Krejmer je prvobitno naručio scenario od Dejvida Mersera. Merserova adaptacija se dosta razlikovala od originalne knjige, da bi konačno Krejmer sam napisao scenario. Posle odlaska Narizana, Krejmer razmatra veliki broj režisera koji bi mogli da preuzmu projekat, među kojima su Džek Klejton, Stenli Kjubrik i Piter Bruk i oni svi odbijaju. Krejmerov četvrti izbor bio je Ken Rasel koji je prethodno režirao samo dva filma i bio je više poznat po svojim biografskim projektima o umetnicima za BBC. Ken Rasel se posvećuje projektu i pravi važne doprinose scenariju.

## Kasting
Alan Bejts, koji je imao glavnu mušku ulogu u filmu Georgy girl, od početka je bio zainteresovan za ulogu Ruperta, D. H. Lorensovog alter-ega. Bejts nosi bradu, koja mu daje fizičku sličnost sa Lorensom.
Krejmer je želeo Edvarda Foksa za ulogu Džeralda. Foks je odgovarao Lorensovom opisu lika (plav, glacijalan i nordijski) ali United Artists, studio koji je finansirao projekat je nametnuo Olivera Rida kao više profitabilnu zvezdu, iako on nije bio fizički sličan liku Džeralda.
Krejmer je bio nepopustljiv da Glenda Džekson odigra ulogu Gudrun. Ona je tada bila veoma priznata u pozorišnim krugovima. Kao član Rojal Šekspir kompanije, ona je stekla veliku pažnju ulogom Šarlot Kordej u Marat/Sade. United Artists su smatrali da ona nije dovoljno lepa za ulogu Gudrun, koja navodi Džeralda na samoubistvo. Kasnije, izvršni rukovodioci United Artists-a su prihvatili Glendu kao pravu osobu za ulogu Gudrun, jer je ona imala spontanu i živahnu ličnost, neophodnu za ulogu.
Poslednja od četiri glavne uloge je uloga Ursule. I Vanesa Redgrejv i Fej Danavej odbijaju da preuzmu ulogu, nalazeći je manje interesantom od uloge Gudrun i da će ona lako otići u senku zbog glumačkih veština Glende Džekson. Bilo je sasvim slučajno da su Rasel i Krejmer došli na probu za film Zima jednog lava (1968), u kojem je Dženi Linden trebalo da igra uz Pitera O'Tula, ali nije dobila ulogu. Krejmer i Rasel su je posetili, nudeći joj ulogu. Linden je nedavno rodila njenog jedinog sina i nije bila voljna da preuzme ulogu, ali su je na kraju ipak ubedili.

## Nagrade
Oskar (osvojen):
- Najbolja glavna glumica - Glenda Džekson

Oskar (nominacije):
- najbolja režija - Ken Rasel
- najbolji adaptirani scenario - Leri Krejmer
- najbolja fotografija - Bili Vilijams

Zlatni globus (osvojen):
- Najbolji strani film na engleskom jeziku

Zlatni globus (nominacije):
- Najbolja režija (Ken Rasel)
- Najbolja glumica (Glenda Džekson)

BAFTA (nominacije):
- najbolji film
- najbolji glumac (Alan Bejts)
- najbolja glumica (Glenda Džekson)
- najbolja nadolazeća zvezda (Dženi Linden)
- najbolja režija (Ken Rasel)
- najbolji scenario (Leri Krejmer)
- najbolji soundtrack (Teri Roulings)
- najbolja fotografija (Bili Vilijams)
- najbolji dizajn kostima (Širli Rasel)
- najbolja scenografija (Lusijana Arigi)

## Spoljašnje veze
- Zaljubljene žene на веб-сајту  (језик: енглески)